# Toyota Dyna

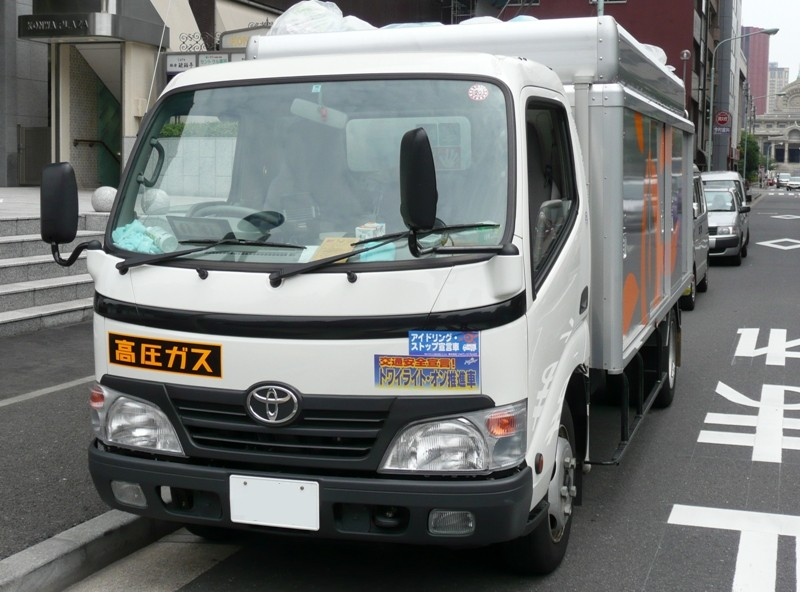
Toyota Dyna av 2007 års modell, sjunde och nuvarande generationen

Toyota Dyna är en lätt lastbil som tillverkats sedan 1956, den första modellen var en förbättring av Toyota SKB Truck, och är inne på sin sjunde generation. I Japan säljs den parallellt med sin tvilling Toyota Toyoace.
Den finns i två olika modeller, Dyna 100 och Dyna 150. Dyna 100 har en 2,5 liters D-4D-turbodiesel med 88 hästkrafter, medan Dyna 150 har dubbla bakhjul och en motor med 102 hästkrafter, det vill säga samma motor som sitter i Toyota Hiace och Toyota Hilux.

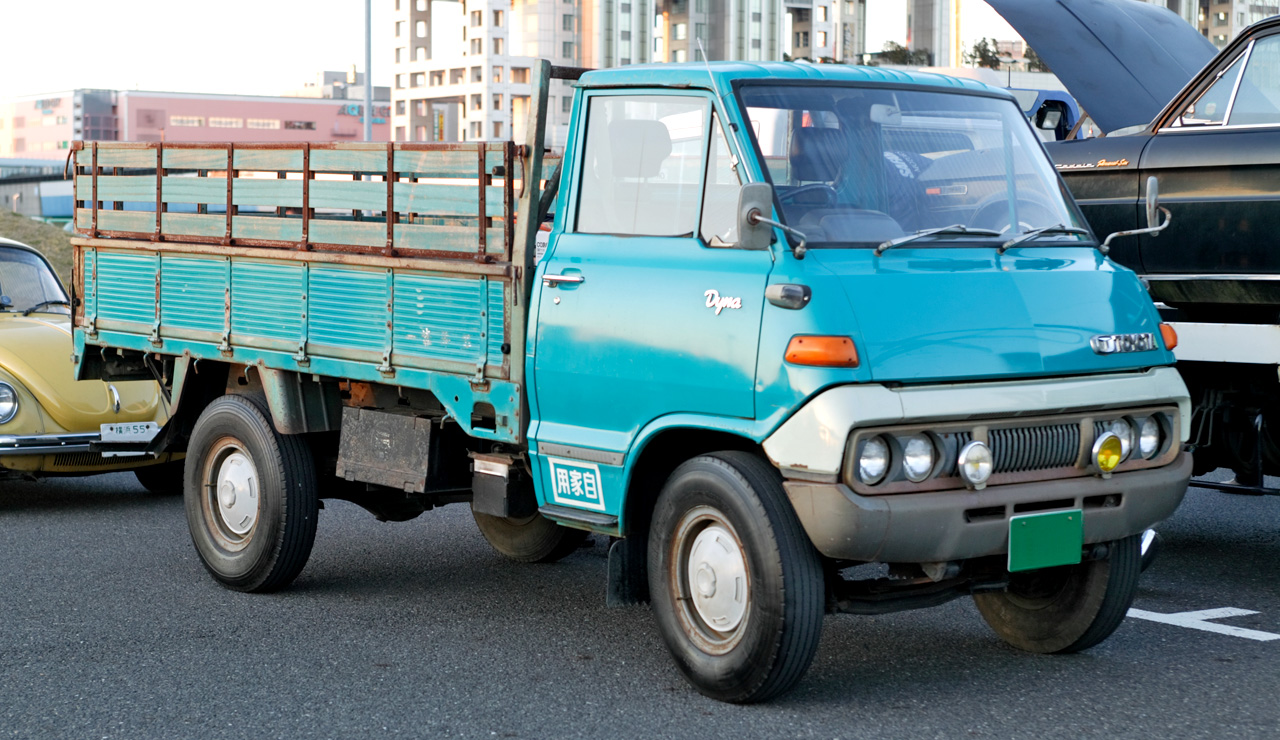
Tredje generationen
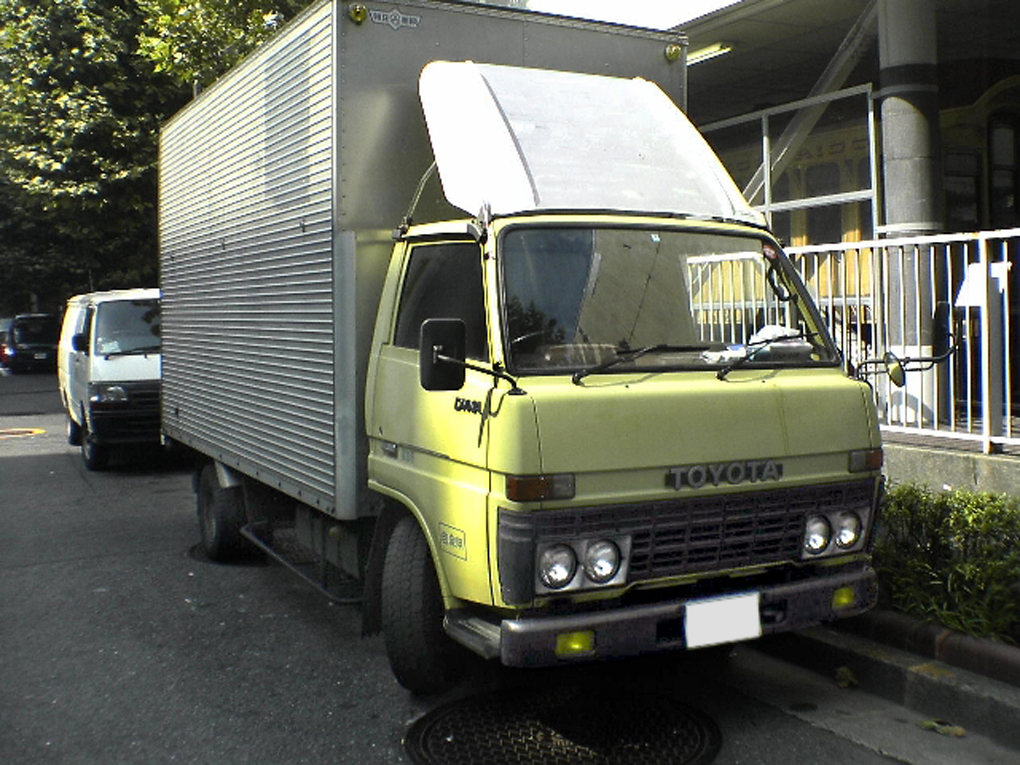
Fjärde generationen
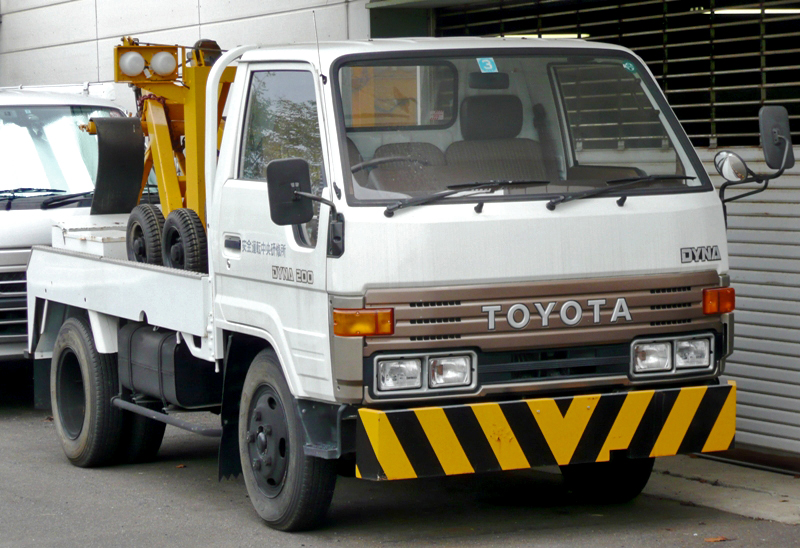
Femte generationen
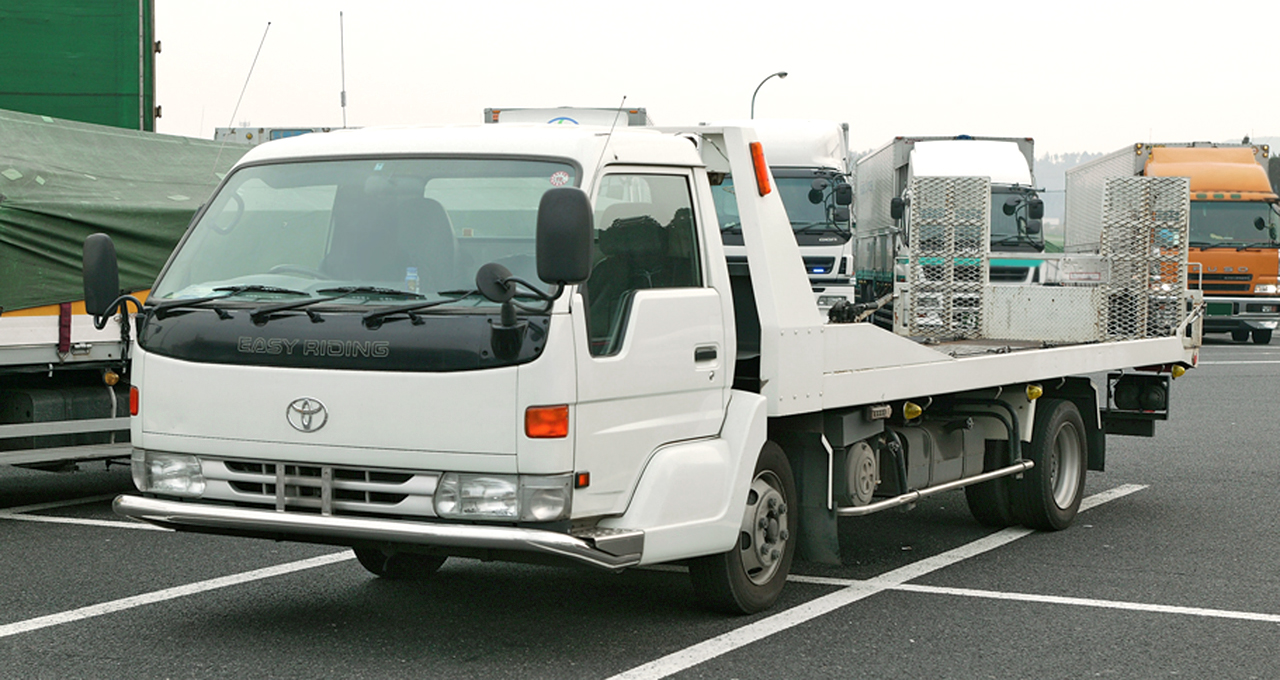
Sjätte generationen